# Warren Pleece
Warren Pleece es un dibujante de cómics británico. Es conocido por su trabajo para la línea Vertigo, publicada por DC Comics.

## Biografía
Warren, junto a su hermano Gary Pleece, escribió y dibujó cuatro números de una revista de cómics autopublicada Velocity, entre 1987 y 1989. La revista consistía en una recopilación de historias satíricas, sin personajes habituales, e incluía muchas caricaturas reconocibles de políticos y personalidades de la cultura pop. El quinto número se publicó por Acme Press en 1990. Su primer trabajo no autopublicado apareció en la revista Escape.
Warren Pleece colaboró con Woodrow Phoenix en Sinister Romance, un cómic publicado por Harrier. Más adelante, colaboró con el guionista irlandés Garth Ennis en la tira True Faith, serializada en la revista Crisis, finalmente publicada en un tomo recopilatorio. True Faith generó cierta controversia en el Reino Unido, apareciendo incluso un artículo en el Daily Mail que censuraba las críticas del cómic hacia la cristiandad.
Pleece realizó la serie Second City Blues para la revista 2000 AD. La trama, que se desarrollaba en una Birmingham futurista, versaba sobre un juego mortal muy similar al de la película Rollerball.
Pleece, desde entonces, ha trabajado profesionalmente para DC Comics. Empezó su andadura en esta editorial en la miniserie de cuatro números, publicada por Vertigo, the Tattooed Man, y desde entonces ha trabajado en series como Hellblazer (con guiones de Paul Jenkins), The Invisibles, con Grant Morrison, y Kinetic, con Kelley Puckett.